# Allacta maculicollis
Allacta maculicollis är en kackerlacksart som först beskrevs av Hanitsch 1927.  Allacta maculicollis ingår i släktet Allacta och familjen småkackerlackor.
Artens utbredningsområde är Vietnam. Inga underarter finns listade i Catalogue of Life.